# Crithagra hyposticta
Crithagra hyposticta é uma espécie de ave da família Fringillidae.
Pode ser encontrada nos seguintes países: Quénia, Malawi, Moçambique, Tanzânia e Zâmbia.
Os seus habitats naturais são: florestas subtropicais ou tropicais húmidas de baixa altitude.